# Spieloper
Med betegnelsen spieloper (tysk for: "spilleopera", måske da. 'lystspilsopera'?) forstod man i 1800-tallet en mere munter operagenre, som udviklede sig fra syngespillet. Til forskel fra opera buffa indeholdt spieloper intet recitativ, men talt dialog. En spieloper var i reglen en opera med lystspilsagtig eller sentimental handling og let og tiltalende musik, til afgrænsning fra den alvorlige opera.
Som eksempler nævner man ofte værker af Albert Lortzing som Zar und Zimmermann, Der Wildschütz, Der Waffenschmied, eller Otto Nicolais De lystige koner i Windsor. Også Carl Maria von Webers Jægerbruden ('Der Freischütz') kan regnes til genren. Gennemkomponerede operaer som Conradin Kreutzers Das Nachtlager in Granada og Friedrich von Flotows Martha regnes sædvanligvis ikke til denne genre.
| Musik | Spire Denne musikartikel er en spire som bør udbygges. Du er velkommen til at hjælpe Wikipedia ved at udvide den. |